# 2013-as magyar atlétikai bajnokság
A 2013-as magyar atlétikai bajnokság a 118. magyar bajnokság volt.

## Helyszínek
- téli dobóbajnokság: február 23., március 2–3., Puskás Ferenc Stadion edzőpálya
- 50 km-es gyaloglás: március 23., Gyűgy
- 10 000 m: április 27., Pasarét, Vasas pálya
- 20 km-es gyaloglás: 2013. április 28., Békéscsaba
- váltó: május 18., Budapest, Ikarus pálya
- pályabajnokság: július 26−28., Budapest, Ikarus pálya
- félmaraton: szeptember 8., Budapest
- Többpróba: szeptember 14-15., Budapest, Iharos Sándor atlétikai pálya
- maraton: október 13., Budapest
- mezeifutás: november 23., Budapest, Pestlőrinc

## Eredmények

### Férfiak
| Versenyszám            | Arany                                                                   | Arany      | Ezüst                                                              | Ezüst    | Bronz                                                                   | Bronz    |
| ---------------------- | ----------------------------------------------------------------------- | ---------- | ------------------------------------------------------------------ | -------- | ----------------------------------------------------------------------- | -------- |
| 100 m                  | Németh Roland MAC-Népstadion                                            | 10,51      | Bézsenyi Gergely Bp. Honvéd                                        | 10,51    | Aranyics Bence Zalaegerszegi AC                                         | 10,60    |
| 200 m                  | Móré Győző Gödöllői EAC                                                 | 21,44      | Kása Tibor Haladás VSE                                             | 21,76    | Ónodi Dávid Nyírsuli                                                    | 21,78    |
| 400 m                  | Kása Tibor Haladás VSE                                                  | 46,71      | Kovács Zoltán Gödöllői EAC                                         | 47,42    | Móricz Bálint Haladás VSE                                               | 47,72    |
| 800 m                  | Kazi Tamás Debreceni SC-SI                                              | 1:48,71    | Takács Dávid VEDAC                                                 | 1:49,40  | Gutema Emánuel Debreceni SC-SI                                          | 1:49,60  |
| 1500 m                 | Kazi Tamás Debreceni SC-SI                                              | 3:46,67    | Szemeti Péter Pécsi VSK                                            | 3:46,93  | Bene Barnabás Pécsi VSK                                                 | 3:48,45  |
| 5000 m                 | Bene Barnabás Pécsi VSK                                                 | 15:22,2    | Matkó Csaba Alba Regia AK                                          | 15:22,6  | Józsa Gábor MAC-Népstadion                                              | 15:25,3  |
| 10 000 m               | Józsa Gábor MAC-Népstadion                                              | 30:17,61   | Szabó Sándor Tatabányai SC                                         | 30:18,36 | Kovács Ádám MVSI                                                        | 30:20,34 |
| maraton                | Józsa Gábor MAC-Népstadion                                              | 2:22:58    | Nagy Tamás Békéscsabai AC                                          | 2:26:44  | Szabó Gábor ELTE ADSK                                                   | 2:32:56  |
| 3000 m akadály         | Dani Áron BEAC                                                          | 9:03,04    | Minczér Albert VEDAC                                               | 9:04,05  | Szögi István VEDAC                                                      | 9:33,90  |
| 110 m gát              | Baji Balázs Békéscsabai AC                                              | 13,62      | Kiss Dániel Ikarus BSE                                             | 13,82    | Propszt Norbert Bp. Honvéd                                              | 14,83    |
| 400 m gát              | Koroknai Tibor Debreceni SC-SI                                          | 51,04      | Koroknai Máté Debreceni SC-SI                                      | 51,32    | Kővári Tamás Ikarus BSE                                                 | 52,80    |
| 4 × 100 m váltó        | Karlik Ádám Móré Győző Pozsgai Dániel Karlik Dániel Gödöllői EAC        | 41,06      | Bende Imre Kása Tibor Kamarás Ákos Móricz Bálint Haladás VSE       | 41,87    | Kiss Gábor Attila Tóth Áron Propszt Norbert Bézsenyi Gergely Bp. Honvéd | 41,89    |
| 4 × 200 m váltó        | Kemény Dávid Koós Erik Szebeny Miklós Várdai Péter Vasas                | 1:28,93    | Almási Gyula Béres Sándor Szemerédi Máté Krátki Dániel Szegedi VSE | 1:29,57  | Pácsony Márton Aranyics Bence Kámán Bálint Szűcs Valdó Zalaegerszegi AC | 1:29,60  |
| 4 × 400 m váltó        | Guterna Emanuel Koroknai Tibor Koroknai Máté Kazi Tamás Debreceni SC-SI | 3:11,36    | Mucsi Róbert Móré Győző Pásztor Gábor Kovács Zoltán Gödöllői EAC   | 3:13,00  | Tibola István Takács Dávid Kállay Dániel Bartha László VEDAC            | 3:16,98  |
| 4 × 800 m váltó        | Pápai Gergely Pásti Ferenc Gutema Emanuel Kazi Tamás Debreceni SC-SI    | 7:44,13    | Tóth András Kállay Dániel Bartha László Takács Dávid VEDAC         | 7:45,16  | Zsirai Milán Gyüszi Dávid Gyenei Kristóf Kolosvári István TFSE          | 7:57,52  |
| 20 km gyaloglás        | Rácz Sándor Békéscsabai AC                                              | 1:30:21    | Srp Miklós Bp. Honvéd                                              | 1:34:41  | Tokodi Dávid Bp. Honvéd                                                 | 1:38:40  |
| 50 km gyaloglás        | Rácz Sándor Békéscsabai AC                                              | 4:11,48    | Tokodi Dávid Bp. Honvéd                                            | 4:22:41  | Koléner Tibor Békéscsabai AC                                            | 4:45:46  |
| magasugrás             | Bakosi Péter Nyírsuli                                                   | 2,18 m     | Jankovics Dániel KSI                                               | 2,18 m   | Gerencsér Ádám Tatabányai SC                                            | 2,14 m   |
| rúdugrás               | Szabó Dezső Bercsényi DSE                                               | 5,25 m     | Fülöp Róbert KSI                                                   | 4,80 m   | Kecskés Levente Ikarus BSE                                              | 4,60 m   |
| távolugrás             | Szabó Márk Favorit AC Kaposvár                                          | 7,49 m     | Bánhidi Bence TFSE                                                 | 7,48 m   | Virovecz István KSI                                                     | 7,31 m   |
| hármasugrás            | Galambos Tibor Ferencvárosi TC                                          | 15,84 m    | László Dávid Alba Regia AK                                         | 15,80 m  | Ungvári Péter KSI                                                       | 15,33 m  |
| súlylökés              | Kürthy Lajos Mohácsi TE                                                 | 18,16 m    | Páli Viktor VEDAC                                                  | 17,24 m  | Rakovszky Tibor KSI                                                     | 16,70 m  |
| diszkoszvetés          | Seres András Maximus KSE Szentes                                        | 58,96 m    | Savanyú Péter Tamási Omega SC                                      | 56,76 m  | Szikszai Róbert Nyírsuli                                                | 55,98 m  |
| kalapácsvetés          | Pars Krisztián Dobó SE                                                  | 80,41 m    | Hudi Ákos Haladás VSE                                              | 74,41 m  | Németh Kristóf Dobó SE                                                  | 72,68 m  |
| gerelyhajítás          | Török Krisztián Kecskeméti ARC                                          | 72,92 m    | Hernádi Gábor Bp. Honvéd                                           | 70,17 m  | Magyari Zoltán Reménység Vác                                            | 69,18 m  |
| tízpróba               | Zsivoczky Attila Kecskeméti ARC                                         | 7569       | Galambos Tibor Ferencvárosi TC                                     | 6689     | Hódosi Máté Kecskeméti ARC                                              | 6539     |
| félmaraton             | Kovács Tamás VEDAC                                                      | 1:06:08    | Kovács Ádám MVSI                                                   | 1:06?11  | Koszár Zsolt Szentgothárd SE                                            | 1:06:13  |
| mezei futás 9km        | Kovács Ádám Miskolci VSI                                                | 26:20      | Kovács Tamás VEDAC                                                 | 26:30    | Koszár Zsolt Szentgothárd SE                                            | 26:39    |
| csapat mezei futás     | Kovács Tamás Matkó Csaba Fonyó Sándor VEDAC                             | 22         | Oláh Tamás Nagy Tamás Tóth László Békéscsabai AC                   | 36       | Dani Áron Csere Gáspár Boross Gábor BEAC                                | 46       |
| csapat félmaraton      | Kovács Tamás Fonyó Sándor Kis Áron VEDAC                                | 3:26:15    | Nagy Tamás János Gregor László Dobra Viktor Békéscsabai AC         | 3:30:06  | Csere Gáspár Dani Áron Boross Gábor BEAC                                | 3:31:09  |
| csapat maraton         | Szabó Gábor Beda Szabolcs Deli Gergely ELTE ADSK                        | 7:45:00    | Kis Gyula Pach Péter Komócsin Balázs ELTE ADSK                     | 8:03:43  | Khoór Bence Görözdi Máté Rajnai Tamás Bp. Honvéd                        | 8:08:53  |
| csapat 20 km gyaloglás | Srp Miklós Tokodi Dávid Venyercsán László Bp. Honvéd                    | 5:06:12    | Papp Dénes Dániel Balázs Balogh Ákos Hunyadi DSE                   | 6:22:04  | Kapéri Levente Kovács Soma Lalik Máté MVSI                              | 6:36:16  |
| csapat 50 km gyaloglás | Tokodi Dávid Csaba István Koltai Dávid Bp. Honvéd                       | (15:45:28) |                                                                    |          |                                                                         |          |
| csapat tízpróba        | Zsivoczky Attila Hódosi Máté Katonai Norbert Kecskeméti ARC             | 19 263     | Galambos Tibor Szász Bence Szabó László Ferencvárosi TC            | 17 746   | Kun-Szabó Balázs Czár Krisztián Schneiker Ádám TFSE                     | 13 772   |

### Nők
| Versenyszám            | Arany                                                                 | Arany    | Ezüst                                                                    | Ezüst    | Bronz                                                                           | Bronz                 |
| ---------------------- | --------------------------------------------------------------------- | -------- | ------------------------------------------------------------------------ | -------- | ------------------------------------------------------------------------------- | --------------------- |
| 100 m                  | Kaptur Éva Gödöllői EAC                                               | 11,47    | Guba Liliána Szolnoki MÁV                                                | 11,95    | Horváth Lotti Keszthelyi VDSE                                                   | 12,16                 |
| 200 m                  | Kaptur Éva Gödöllői EAC                                               | 24,2     | Zsigovics Natália Alba Regia AK                                          | 24,5     | Guba Liliána Szolnoki MÁV                                                       | 24,5                  |
| 400 m                  | Zsigovics Natália Alba Regia AK                                       | 54,05    | Kéri Bianka VEDAC                                                        | 54,82    | Kálmán Csenge Gödöllői EAC                                                      | 56,22                 |
| 800 m                  | Aradi Bernadett Debreceni SC-SI                                       | 2:12,41  | Kenesei Zsanett BEAC                                                     | 2:12,89  | Kószás Kriszta Bercsényi DSE                                                    | 2:14,31               |
| 1500 m                 | Papp Krisztina Újpesti TE                                             | 4:17,24  | Kenesei Zsanett BEAC                                                     | 4:27,95  | Kószás Kriszta Bercsényi DSE                                                    | 4:34,63               |
| 5000 m                 | Erdélyi Zsófia Újpesti TE                                             | 17:00,3  | Czebei Réka Újpesti TE                                                   | 17:04,2  | Kácser Zita Szolnoki MÁV SE                                                     | 17:26,4               |
| 10 000 m               | Papp Krisztina Újpesti TE                                             | 32:42,40 | Erdélyi Zsófia Újpesti TE                                                | 34:58,50 | Czebei Réka Újpesti TE                                                          | 35:38,69              |
| maraton                | Staicu Simona Mogyoródi KSK                                           | 2:42:26  | Erdélyi Zsófia Újpesti TE                                                | 2:47:41  | Merényi Tímea Krisztina Bp. Honvéd                                              | 2:51:43               |
| 3000 m akadály         | Kácser Zita Szolnoki MÁV                                              | 10:44,10 | Nagy Imola Gödöllői EAC                                                  | 12:27,83 | Moldován Horváth Katinka Gödöllői EAC                                           | 14:17,88              |
| 100 m gát              | Krizsán Xénia Bp. Honvéd                                              | 13,82    | Juhász Fanni Zalaegerszegi AC                                            | 14,01    | Kerekes Gréta Debreceni SC-SI                                                   | 14,07                 |
| 400 m gát              | Szarvas Dóra Debreceni SC-SI                                          | 59,75    | Zajovics Nóra Bercsényi DSE                                              | 1:00,77  | Zsiga Mónika Alba Regia AK                                                      | 1:01,02               |
| 4 × 100 m váltó        | Répási Petra Kaptur Éva Budai Alexandra Kálmán Csenge Gödöllői EAC    | 47,26    | Lesku Roberta Szarvas Dóra Kerekes Gréta Kozák Luca Debreceni SC-SI      | 47,46    | Huszár Kitti Pálinkás Dóra Zsiga Mónika Turcsik Katalin Alba Regia AK           | 47,81                 |
| 4 × 200 m váltó        | Turcsik Katalin Babos Rita Frey Virág Zsigovics Natália Alba Regia AK | 1:40,84  | Budai Alexandra Kálmán Csenge Pék Andrea Répási Petra Gödöllői EAC       | 1:43,44  | Zajovics Kitti Némethi Zsófia Ferenczi Melinda Dominter Eszter Zalaegerszegi AC | 1:44,45               |
| 4 × 400 m váltó        | Répási Petra Kaptur Éva Pék Andrea Kálmán Csenge Gödöllői EAC         | 3:47,02  | Szarvas Dóra Aradi Bernadett Lesku Roberta Sárkány Fanni Debreceni SC-SI | 3:47,44  | Farsang Evelin Loránd Lilla Göncz Anna Kéri Bianka VEDAC                        | 3:49,80               |
| 4 × 800 m váltó        | Balogh Evelin Perjés Fanni Pernesz Zsófia Kenesei Zsanett BEAC        | 9:12,94  | Szabó Rita Bábán Berta Biermann Teodóra Farsang Evelin VEDAC             | 9:55,13  | Több induló nem volt.                                                           | Több induló nem volt. |
| 20 km gyaloglás        | Madarász Viktória Békéscsabai AC                                      | 1:39:07  | Torma Anett Bp. Honvéd                                                   | 1:47:34  | Kovács Barbara Békéscsabai AC                                                   | 1:53:05               |
| magasugrás             | Szabó Barbara Újpesti TE                                              | 1,84 m   | Bihari Patricia KSI                                                      | 1,75 m   | Pásztor Mercédesz BEAC                                                          | 1,70 m                |
| rúdugrás               | Siskó Zsófia Bp. Honvéd                                               | 4,00 m   | Horváth Felicia Bp. Honvéd                                               | 3,80 m   | Szabó Daniella Bp. Honvéd                                                       | 3,70 m                |
| távolugrás             | Schmelcz Fanny Kecskemét ARC                                          | 6,54 m   | Berecz Bernadett Egri SSE                                                | 6,31 m   | Farkas Györgyi Bp. Honvéd                                                       | 6,21 m                |
| hármasugrás            | Hoffer Krisztina Tatabányai SC                                        | 13,18 m  | Indaia Ivett Kecskemét ARC                                               | 12,69 m  | Czuth Réka Pécsi VSK                                                            | 12,47 m               |
| súlylökés              | Márton Anita Titán TC Szeged                                          | 17,82 m  | Váradi Krisztina Kecskemét ARC                                           | 13,90 m  | Farkas Györgyi Bp. Honvéd                                                       | 13,78 m               |
| diszkoszvetés          | Márton Anita Titán TC Szeged                                          | 54,71 m  | Váradi Krisztina Kecskemét ARC                                           | 48,29 m  | Császár Katalin Haladás VSE                                                     | 45,68 m               |
| kalapácsvetés          | Orbán Éva VEDAC                                                       | 68,06 m  | Fertig Fruzsina VEDAC                                                    | 67,02 m  | Gyurátz Réka Dobó SE                                                            | 63,40 m               |
| gerelyhajítás          | Juhász Vanda Ferencvárosi TC                                          | 58,97 m  | Ormay Anikó TFSE                                                         | 55,81 m  | Szabó Nikolett Budaőrsi SC                                                      | 51,58 m               |
| hétpróba               | Krizsán Xénia Bp. Honvéd                                              | 5725     | Czuth Réka Pécsi VSK                                                     | 5064     | Kresz Magdolna Bp. Honvéd                                                       | 4812                  |
| félmaraton             | Papp Krisztina Újpesti TE                                             | 1:12:32  | Erdélyi Zsófia Újpesti TE                                                | 1:14:01  | Staicu Simona Mogyoródi KSK                                                     | 1:16:51               |
| mezei futás 6 km       | Erdélyi Zsófia Újpesti TE                                             | 19:52    | Kálovics Anikó Zalaegerszegi AC                                          | 19:58    | Kácser Zita Szolnoki MÁV                                                        | 20:37                 |
| csapat hétpróba        | Huszka Nóra Dániel Fanni Tungli Katalin Kecskemét ARC                 | 12 555   | Szabó Beatrix Nagy Noémi Sier Zsófia Csepeli DAC                         | 12 483   | Hortobágyi Anikó Horváth Anikó Darvasi Anett Békési DAC                         | 11 575                |
| csapat félmaraton      | Papp Krisztina Erdélyi Zsófia Iván-Zsolnai Zsanett Újpesti TE         | 4:05:39  | Badis Anissa Zsófia Kovács Ida Brassay Réka VEDAC                        | 4:08:58  | Kis Zsanett Perity Gabriella Vajda Zsuzsanna MAC-Népstadion                     | 4:11:45               |
| csapat maraton         | Merényi Timea Krisztina Makai Viktória Torma Anett Bp. Honvéd         | 9:26:05  | Földingné Nagy Judit Gulyás Krisztina Tóth Jutka Futóbarátok Egyesület   | 10:00:03 | Bátai Réka Fodor Gyöngy Hosszu Réka Psn Zrt                                     | 10:38:44              |
| csapat mezei futás     | Erdélyi Zsófia Czebei Réka Iván-Zsolnai Zsanett Újpesti TE            | 27       | Perity Gabriella Kis Zsanett Lauf Kinga MAC                              | 30       | Szerencsi Ildikó Pap Eszter Cserép Emese KSI                                    | 44                    |
| csapat 20 km gyaloglás | Madarász Viktória Kovács Barbara Lengyel Marianna Békéscsabai AC      | 5:29:07  | Torma Anett Récsei Petra Sárdi Nikolett Bp. Honvéd                       | 5:50:53  | Medgyesi Nóra Muszka-Kalló Orsolya Gáti Mara Hunyadi DSE                        | 7:27:47               |

## Fedett pályás bajnokság

### Férfiak
| Sportág          | Versenyző/Klub                                                       | Eredmény |
| ---------------- | -------------------------------------------------------------------- | -------- |
| 60 m             | Németh Roland MAC-NS                                                 | 6.90     |
| 200 m            | Kása Tibor Haladás                                                   | 21.76    |
| 400 m            | Kása Tibor Haladás                                                   | 48.25    |
| 800 m            | Kazi Tamás Debreceni SC                                              | 1:48.45  |
| 1500 m           | Horváth Bálint FTC                                                   | 3:49.91  |
| 3000 m           | Józsa Gábor MAC-NS                                                   | 8:22.59  |
| 4 × 400 m        | Móré Győző Mucsi Róbert Pozsgai Dániel Deák Nagy Marcell Gödöllői EC | 3:19.01  |
| 60 m gát         | Baji Balázs Békéscsabai AC                                           | 7.59     |
| 5000 m gyaloglás | Helenbrandt Máté Nyírsuli                                            | 20:48.12 |
| magasugrás       | Bakosi Péter Nyírsuli                                                | 209      |
| rúdugrás         | Kecskés Levente Ikarus BSE                                           | 480      |
| távolugrás       | Szabó Márk Favorit AC                                                | 771      |
| hármasugrás      | Pál Robin Nyírsuli                                                   | 15.40    |
| súlylökés        | Rakovszky Tibor KSI                                                  | 17.13    |
| hétpróba         | Szabó Attila Budaörsi SC                                             | 5671     |

### Nők
| Sportág          | Versenyző/Klub                                            | Eredmény |
| ---------------- | --------------------------------------------------------- | -------- |
| 60 m             | Kaptur Éva KSI                                            | 7.58     |
| 200 m            | Kaptur Éva KSI                                            | 24.44    |
| 400 m            | Kéri Bianka VEDAC                                         | 55.73    |
| 800 m            | Kéri Bianka VEDAC                                         | 2:11.60  |
| 1500 m           | Erdélyi Zsófia UTE                                        | 4:31.02  |
| 3000 m           | Erdélyi Zsófia UTE                                        | 9:48.13  |
| 4 × 400 m        | Farsang Evelin Göncz Anna Csorba Eszter Kéri Bianka VEDAC | 3:55.66  |
| 60 m gát         | Juhász Lilla Haladás                                      | 8.65     |
| 3000 m gyaloglás | Madarász Viktória Békéscsabai AC                          | 13:00.15 |
| magasugrás       | Czuth Réka PVSK                                           | 180      |
| rúdugrás         | Szabó Diána Honvéd                                        | 380      |
| távolugrás       | Zsivoczky-Farkas Györgyi Honvéd                           | 602      |
| hármasugrás      | Babos Rita ARAK                                           | 13.00    |
| súlylökés        | Márton Anita Titán TC Szeged                              | 17.34    |
| ötpróba          | Zsivoczky-Farkas Györgyi Bp. Honvéd                       | 4171     |

## Téli dobóbajnokság
Férfiak
| Versenyszám   | Arany                        | Arany   | Ezüst                     | Ezüst   | Bronz                    | Bronz   |
| ------------- | ---------------------------- | ------- | ------------------------- | ------- | ------------------------ | ------- |
| diszkoszvetés | Huszák János Ferencvárosi TC | 54,97 m | Szikszai Róbert Nyírsuli  | 54,52 m | Seres András Maximus KSE | 53,37 m |
| kalapácsvetés | Pars Krisztián Dobó SE       | 78,32 m | Németh Kristóf Dobó SE    | 72,74 m | Hudi Ákos Haladás VSE    | 70,95 m |
| gerelyhajítás | Hernádi Gábor Bp. Honvéd     | 66,81 m | Gulyás Tamás Szolnoki MÁV | 64,04 m | Rab Attila Újpesti TE    | 63,23 m |

Nők
| Versenyszám   | Arany                        | Arany   | Ezüst                           | Ezüst   | Bronz                     | Bronz   |
| ------------- | ---------------------------- | ------- | ------------------------------- | ------- | ------------------------- | ------- |
| diszkoszvetés | Márton Anita Titán TC Szeged | 49,29 m | Váradi Krisztina Kecskeméti ARC | 46,15 m | Tóth Baranyi Tamara VEDAC | 44,96 m |
| kalapácsvetés | Orbán Éva VEDAC              | 66,22 m | Völgyi Helga Dobó SE            | 61,17 m | Fertig Fruzsina VEDAC     | 60,05 m |
| gerelyhajítás | Juhász Vanda Ferencvárosi TC | 54,82 m | Ormay Anikó TFSE                | 49,11 m | Balogh Eszter Nyírsuli    | 43,37 m |